# Sylvano Bussotti

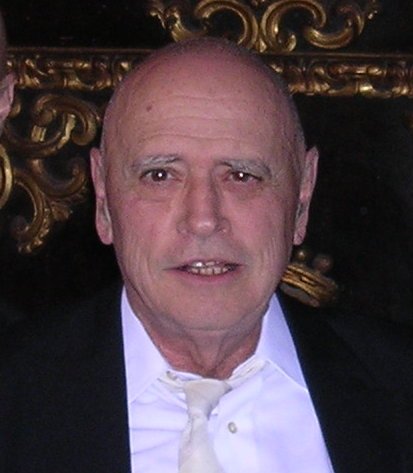
Sylvano Bussotti

Sylvano Bussotti (Florence, 1 oktober 1931 – Milaan, 19 september 2021) was een Italiaans componist van eigentijdse klassieke muziek, wiens werk vaak op ongebruikelijke manier genoteerd staat, wat nogal eens speciale problemen oplevert bij de uitvoering ervan.
Bussotti leerde als kind vioolspelen en werd al snel een wonderkind genoemd. Later studeerde hij aan het Conservatorium van Florence, en bij Max Deutsch in Parijs. Als componist is hij beïnvloed door Webern en later door John Cage. Voorbeelden van de grafische notatie in zijn stukken, vaak een weergave van zijn persoonlijke leven, zijn Lorenzaccio en La passion selon Sade. Hij studeerde ook schilderkunst, grafische kunst, en journalistiek.
Bussotti was artistiek directeur geweest van de opera La Fenice in Venetië. Hij stond bekend als flamboyant en heeft de reputatie te choqueren. Toen hij ontslag nam bij de Biënnale van Venetië in 1991 nam hij een beroemde prostituee het toneel op om de openingsspeech af te steken. Hij was homoseksueel, en bracht dit in zijn muziek al vanaf 1958 tot uitdrukking. Zijn openhartigheid over dit onderwerp gaf velen een ongemakkelijk gevoel.
Bussotti overleed op 89-jarige leeftijd.

## Selectie uit zijn werk
- Pour Piano (1961)
- La Passion selon Sade (1966)
- 5 Piano Pieces for David Tudor (1959)
- Torso (1963)
- Rara Requiem (1969)
- Poesia di De Pisis (1975)
- Lorenzaccio (1972)
- Nottetempo (1976)
- La Racine (1980)
- L'Ispirazione (1988)
- Fedra (1988)